# Kostel svatého Petra a Pavla (Štěpánov nad Svratkou)
Kostel svatého Petra a Pavla ve Štěpánově nad Svratkou je římskokatolický kostel zasvěcený sv. Petru a Pavlovi. Je farním kostelem farnosti Štěpánov nad Svratkou.

## Historie
Původní kostel pocházel pravděpodobně ze 13. století. Dalšími přestavbami kostel prošel v letech 1666, 1744 a 1845. Roku 1871 vyhořela věž kostela, avšak brzy byla obnovena. Dne 20. září 1917 vypukl v nedalekém domě požár, který následně zachvátil i kostel samotný. Téměř žádné vybavení (včetně zvonů) se nepodařilo zachránit. Zbyly jen holé stěny. Teprve roku 1923 se započalo s obnovou chrámu, který má od té doby značné kubistické prvky. Dne 16. listopadu 1924 byl obnovený kostel slavnostně vysvěcen tehdejším brněnským biskupem Josefem Kupkou. Roku 2000 byla vyměněna střecha kostela.

## Vybavení
V kněžišti se kromě hlavního oltáře se svatostánkem a s oltářním obrazem sv. apoštolů Petra a Pavla nachází také obětní stůl. Stěny zdobí kromě několika soch světců také malovaná křížová cesta. Mezi další vybavení zde patří dřevěné lavice nebo kazatelna.

## Exteriér
Kostel stojí asi ve středu obce, nedaleko úřadu městyse. V blízkosti chrámu také stojí samostatně stojící zvonice, vedle níž se nachází litinový kříž. U vstupu do chrámu je zavěšen dřevěný misijní kříž z roku 1999. Mezi další významné objekty v okolí patří budova fary z 18. století, u ní stojící litinový kříž z roku 1761, pomník obětem první světové války z roku 1925 nebo barokní socha sv. Jana Nepomuckého z roku 1896.

## Galerie

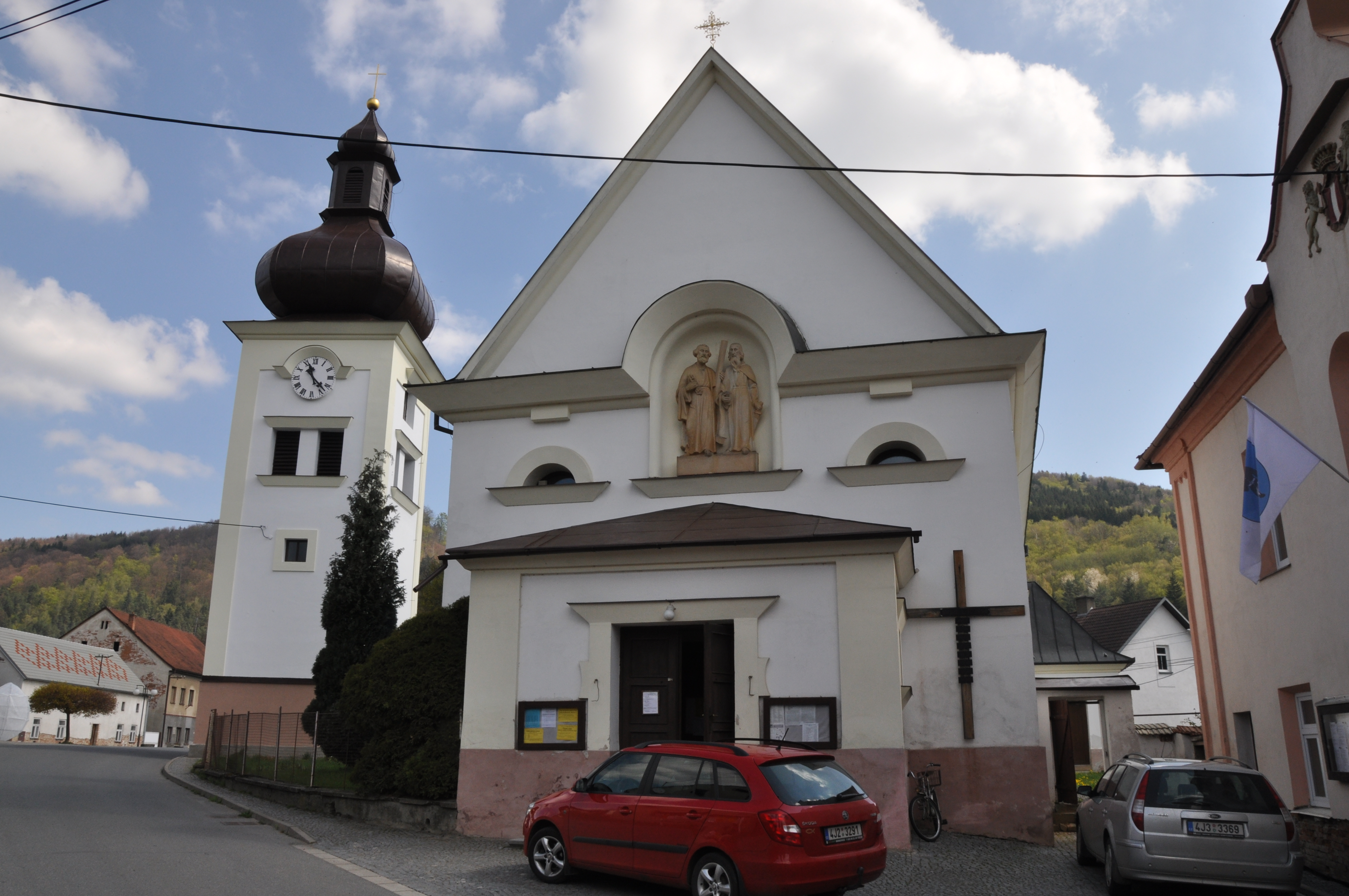
Pohled na kostel zepředu
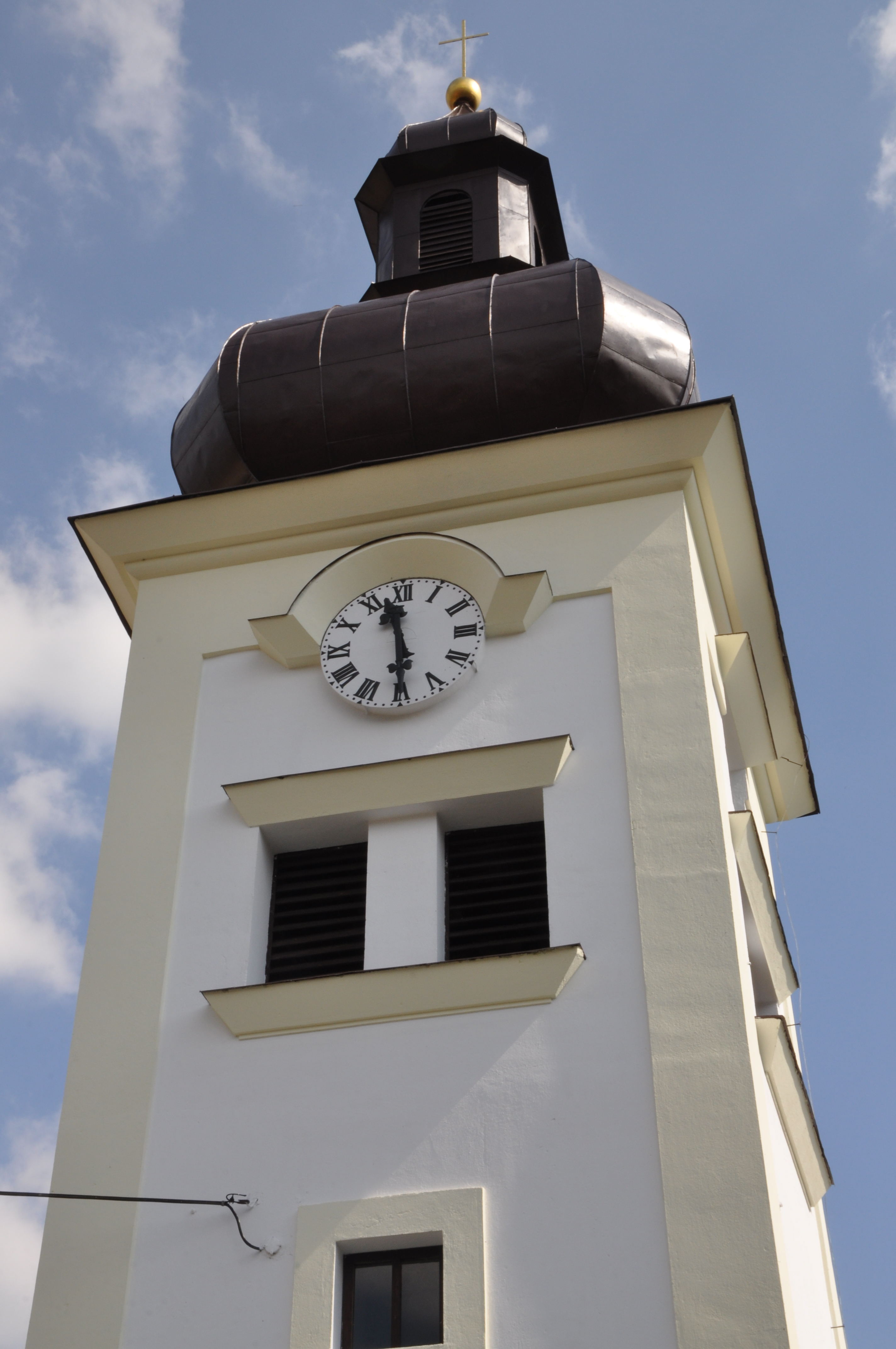
Zvonice u kostela
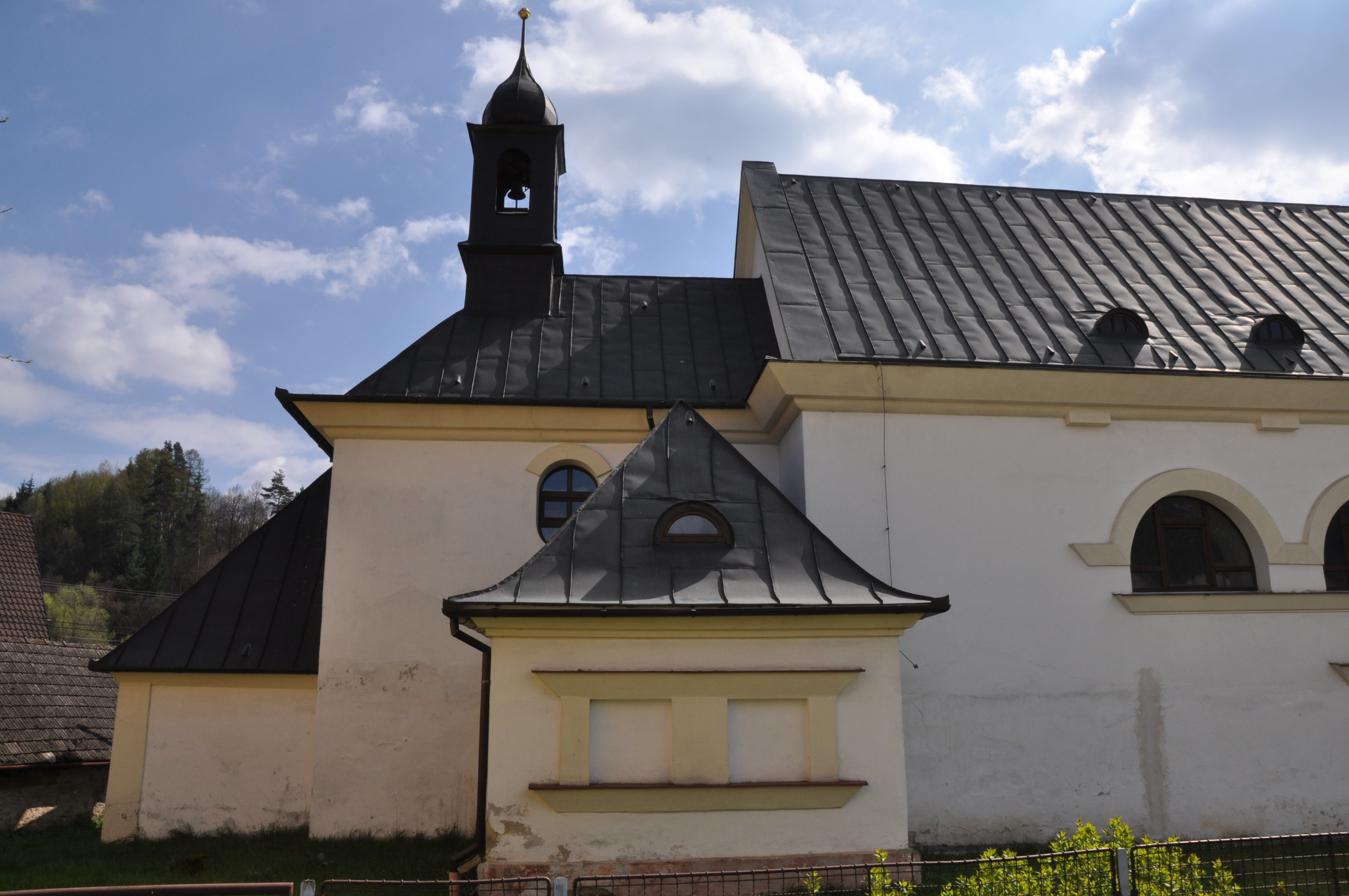
Zadní část kostela
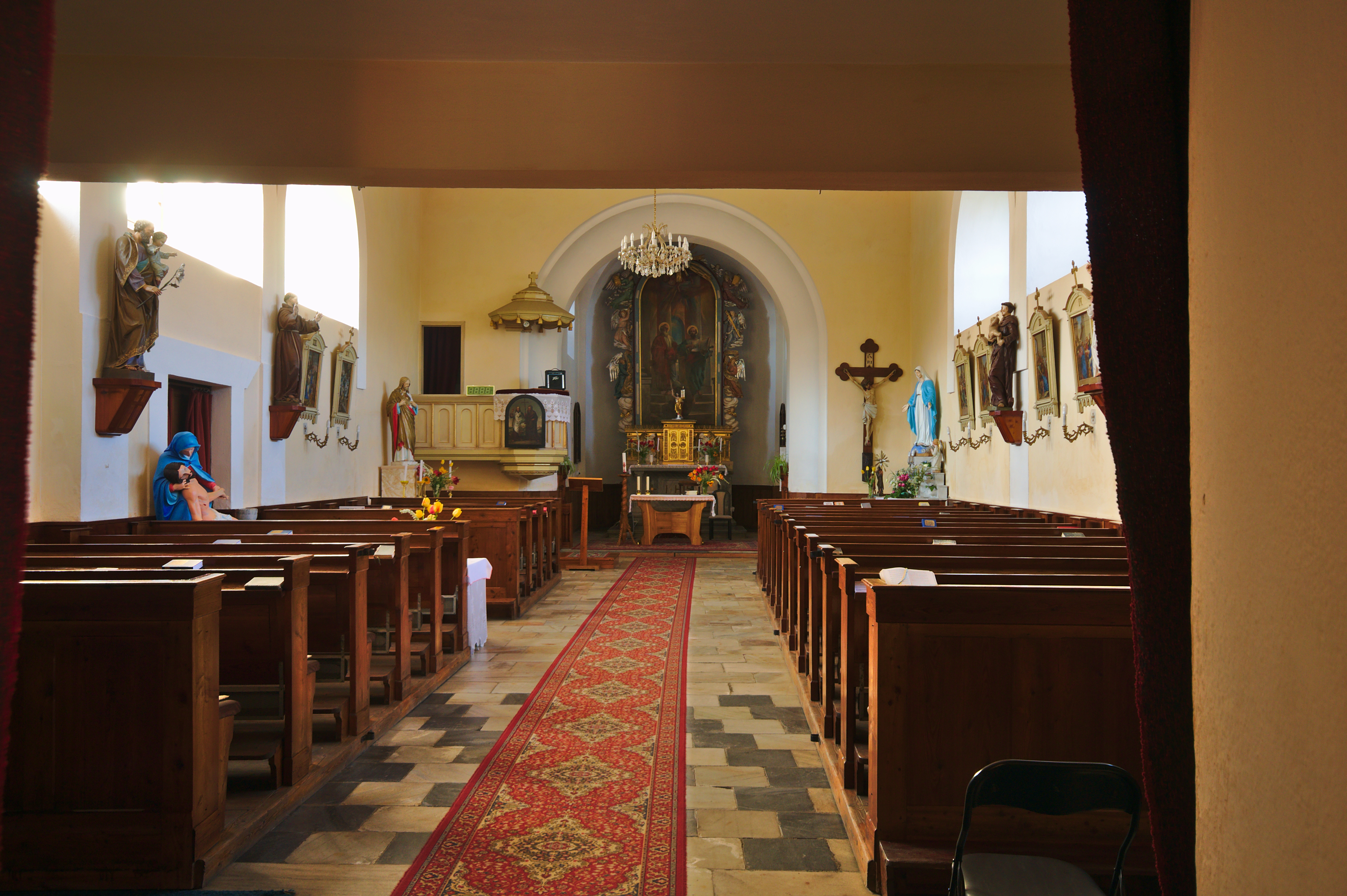
Interiér kostela
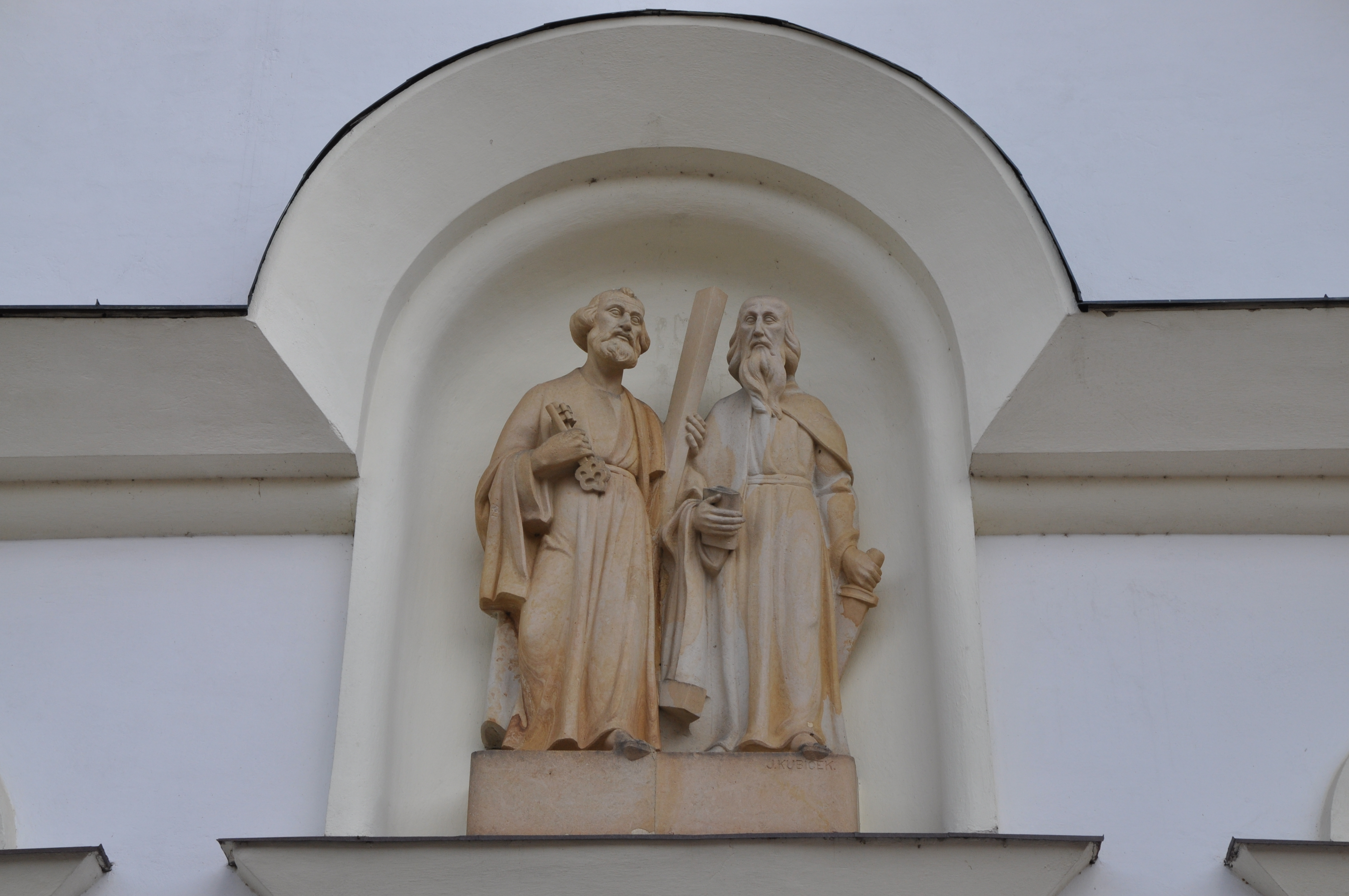
Sochy patronů kostela nad vchodem
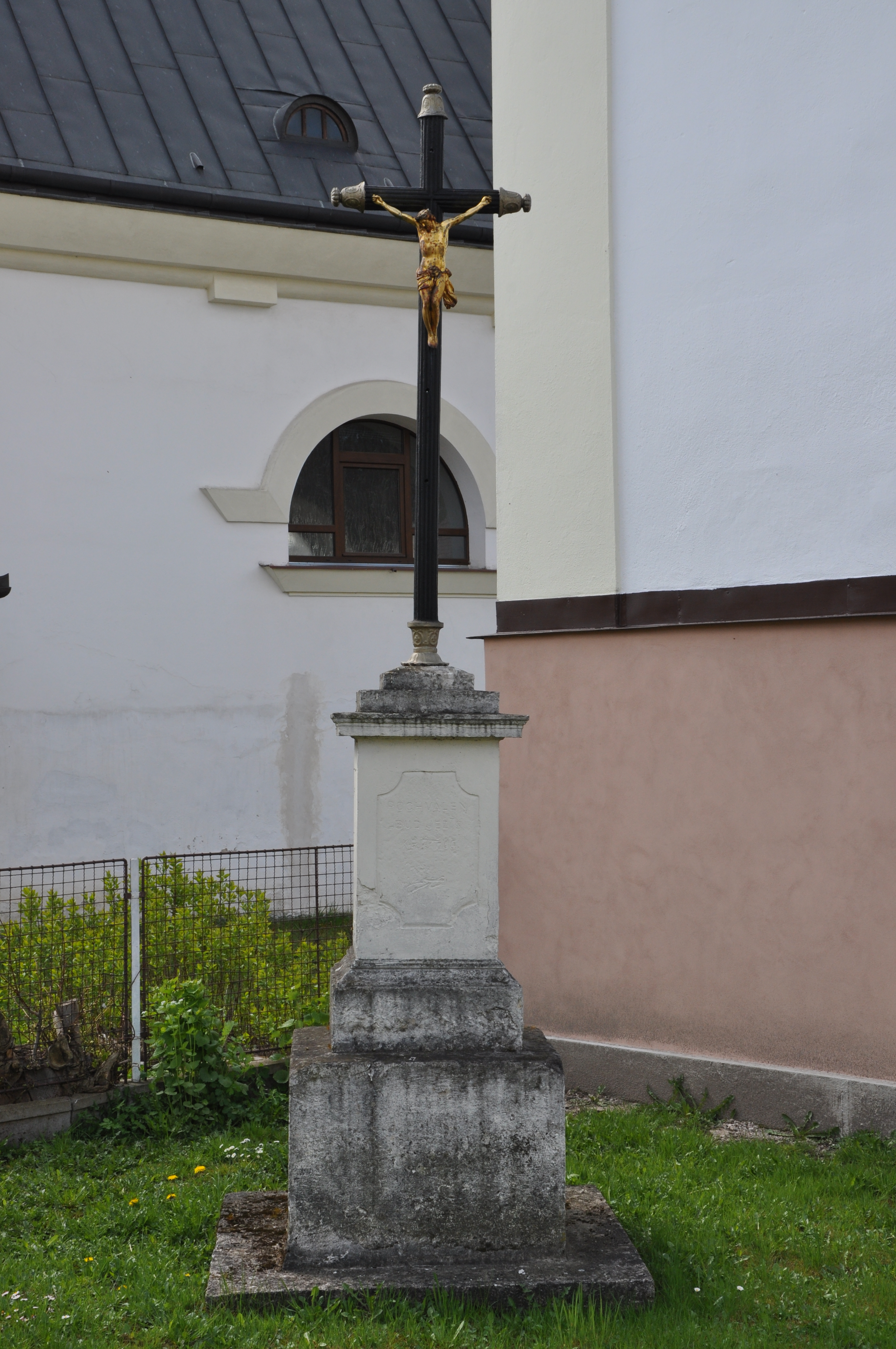
Litinový kříž u kostela
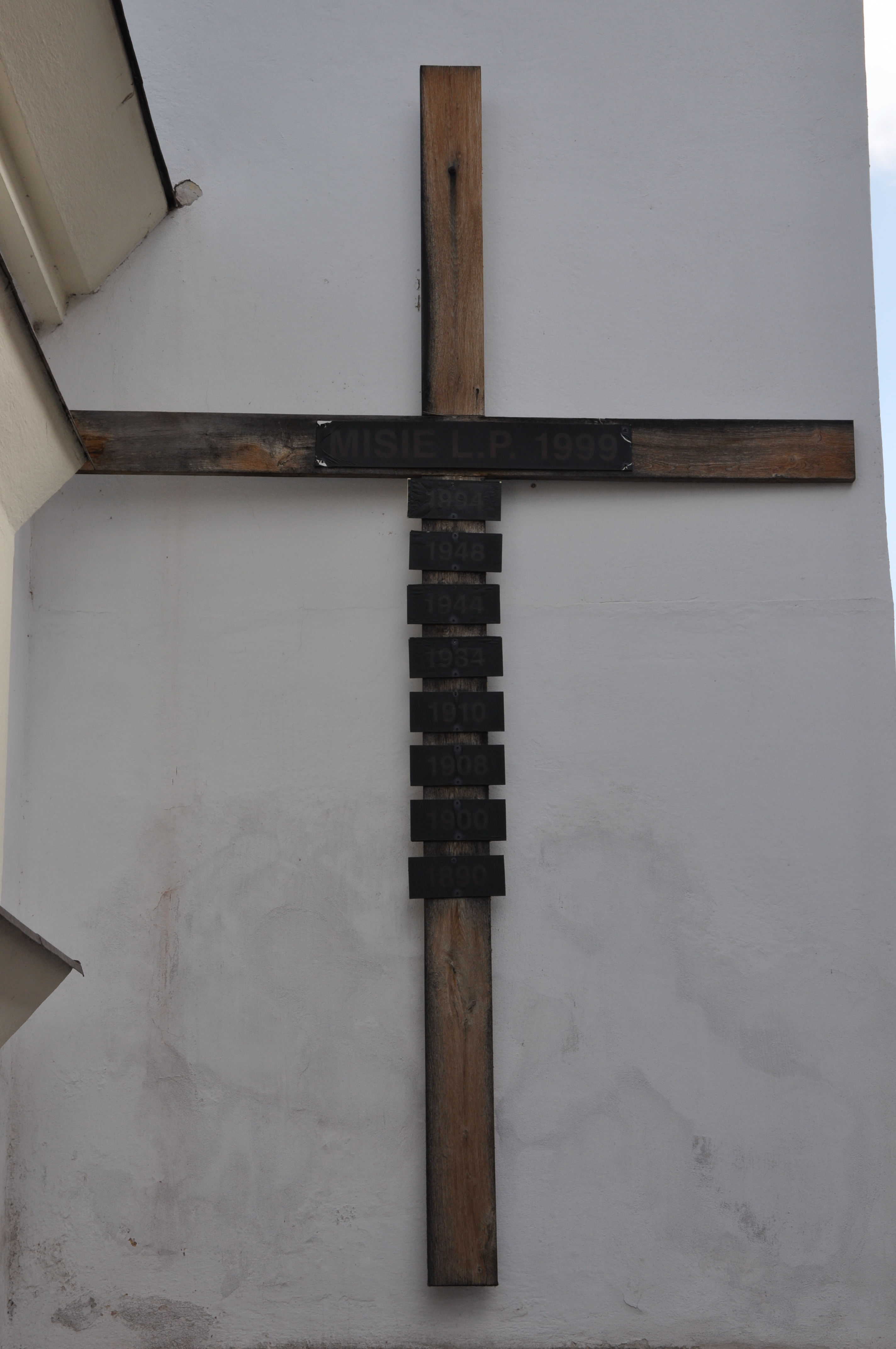
Misijní kříž